# ليمور مكشكش
الليمور المكشكش أو الليمور المطوق (الاسم العلمي: Varecia) (بالإنجليزية: Ruffed lemur)‏ يتكون من نوعين من الليامير المهددة بالانقراض، هما الليمور المكشكش الأبلق، والليمور المكشكش الأحمر، حيث يصنفان تحت جنس Varecia. صنف النوعان سابقاً على أنهما نوع واحد فقط، إلا أن التصنيفات الحديثة قد فصلتهما، بحيث تكونت ثلاثة تحت أنواع لليمور المطوق الأسود والأبيض. تعتبر جزيرة مدغشقر الموطن الأصلي لليمور المكشكش.

## المواصفات

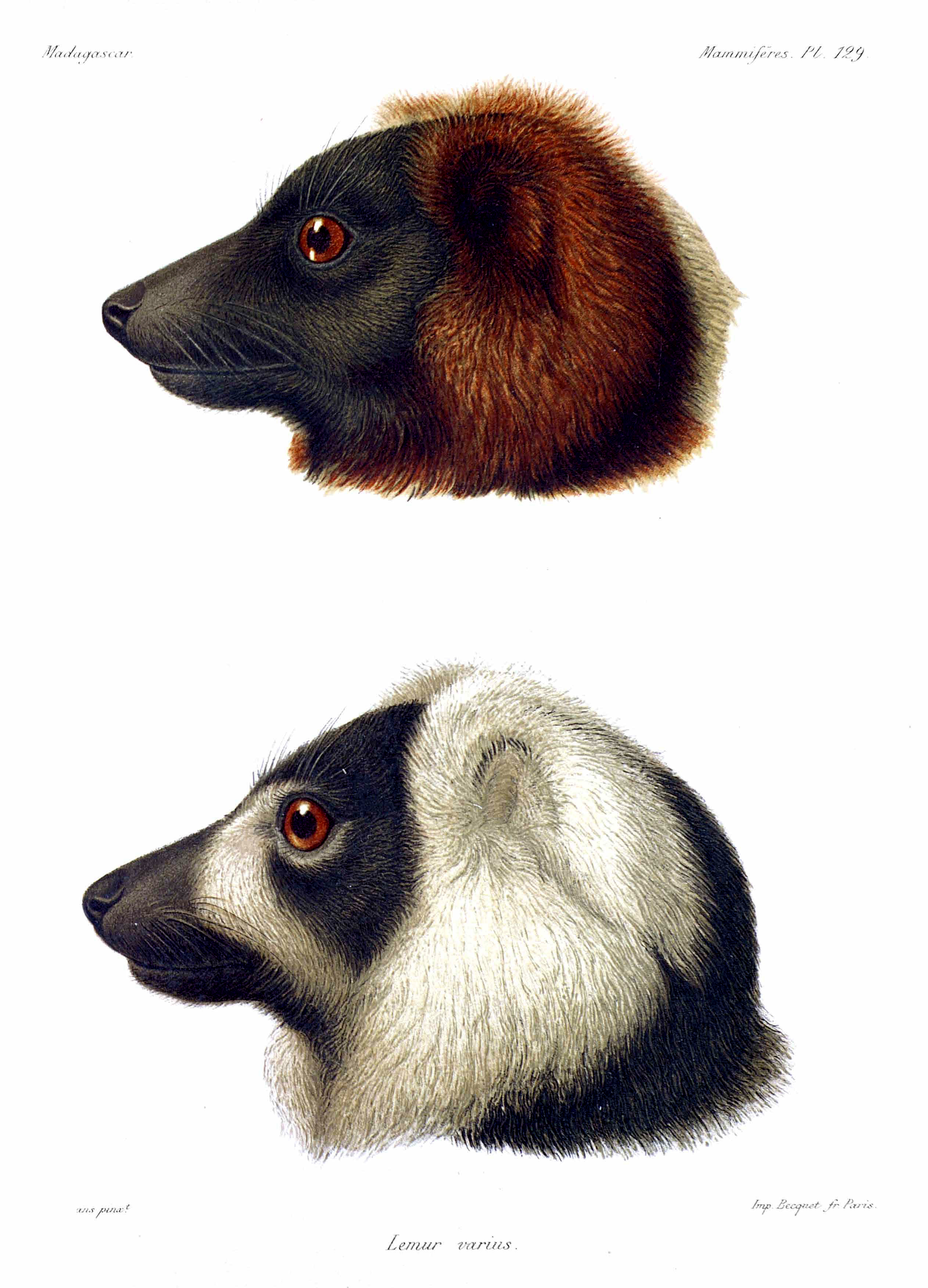
الليمور المطوق الأحمر (فوق)، والليمور المطوق الأسود والأبيض (أسفل)

يأخذ الليمور المطوق اسمه من الشعر الطويل والكثيف المحيط برأسه وأذنيه، والشبيه بالطوق المنتفش، وبالرغم من الشبه الكبير فيما بين نوعيه، إلا أنهما يختلفان في اللون ومناطق العيش. فالليمور المطوق الأحمر يتميز بلونه الأحمر الغامق الممتزج بالأسود وبعض المناطق البيضاء. أما الليمور المطوق الأسود والأبيض، فيطغى عليه اللون الأسود الممتزج بالأبيض. يعتبر الليمور المطوق أكبر أنواع الليمورات، حيث يتراوح وزنه ما بين 3.5 إلى 4.5 كجم، ويصل طول جسمه إلى ما يقارب 50 سم، بينما يبلغ طوله ذيله 60 سم. كذلك، تستخدم الليمورات المطوقة أذرعها الطويلة أثناء التسلق.

## مناطق الانتشار
تنتشر الليمورات المطوقة في الغابات الماطرة في المناطق الشرقية من جزيرة مدغشقر، وينتشر الليمور المطوق الأسود والأبيض في الغابات الماطرة المنتشرة في المناطق المنخفضة أو المتوسطة الارتفاع، والتي قد تبلغ في ارتفاعها 1200م. أما الليمور المطوق الأحمر، فينتشر في إقليم ماسوالا في جنوب شرق الجزيرة. يفضل الليمور المطوق العيش وقضاء الوقت في الأجزاء العلوية من الأشجار، ويواجه خطر الانقراض نظراً لارتفاع الطلب على نوعية أخشاب أشجار الفاكهة التي يستوطنها، إضافة إلى الصيد الجائر.

## التغذية
يتغذى الليمور المطوق بشكل أساسي على الفاكهة والتين، إضافة إلى أوراق الأشجار، البذور، ورحيق الأزهار، ويعتبر الليمور الوحيد الذي يعتمد على الفاكهة في تغذيته بشكل كبير. ويحصل الليمور المطوق على الرحيق عبر إدخال أنفه إلى داخل الزهرة، فلا يؤذيها بهذه الطريقة، ويمكنه عبرها نقل حبوب اللقاح الملتصقة بأنفه إلى الأزهار الأخرى فيلقحها، مما يجعل لهذا النوع من الليمورات أهمية لأنواع معينة من النباتات.

## السلوكيات
تنشط الليمورات المطوقة في الصباح الباكر والفترات المتأخرة من العصر والمساء. قد تعيش هذه الليمورات على هيئة أزواج مكونة من ذكر واحد وأنثى واحدة، أو في مجموعة، وقد يعتمد عددها على اختلاف المواسم والفصول. ففي المواسم الرطبة حينما يكثر الغذاء، تزداد حجم المجموعة، بينما تقل في الفصول الجافة. على عكس معظم الليمورات، لا تحمل أنثى الليمور المطوق صغارها معها، بل تتركهم في عش مصنوع من الأوراق والأغصان الصغيرة، تبتعد عن الأرض بمسافة 10 إلى 20 متر. كذلك، تعتبر الأنثى هي المسيطرة على مجموعات الليمورات المطوقة والقوة المحركة فيها.

## مواضيع متعلقة
- ليمور